# Warianty systemu GNU
Warianty systemu GNU (ang. GNU variants) – termin używany przez Free Software Foundation i innych na określenie systemu operacyjnego używającego aplikacji i bibliotek systemu GNU, lecz jądra innego niż GNU Hurd.

## Jądro Linux
Termin GNU/Linux używany jest przez Free Software Foundation dla określenia systemu, w którym obok pakietów GNU używane jest jądro Linux. Pomimo tego najczęściej używaną nazwą określającą taki wariant systemu GNU jest nazwa samego jądra – Linux. Większość użytkowników systemu GNU z jądrem Linux korzysta z niego za pośrednictwem dystrybucji GNU/Linuksa. Najbardziej znaną z dystrybucji używających nazwy GNU/Linux jest Debian GNU/Linux.

## Jądro BSD
Debian GNU/kFreeBSD to system operacyjny wydany przez Debiana dla architektur zgodnych z i486. Jest to dystrybucja GNU z narzędziami do zarządzania pakietami z Debiana oraz jądrem FreeBSD. Litera k w nazwie kFreeBSD oznacza, że z całego systemu FreeBSD używane jest tylko jądro. Do tej pory nie wydano żadnej oficjalnej wersji tego systemu.
PacBSD to Arch z jądrem FreeBSD.
Debian GNU/NetBSD to dystrybucja GNU z jądrem NetBSD. Dostępna jest dla architektur IA-32 i DEC Alpha.
Gentoo/Alt to projekt mający na celu utworzenie systemu operacyjnego opartego na menedżerze pakietów Portage oraz jądrach innych systemów operacyjnych, w tym FreeBSD, NetBSD i OpenBSD.

## Jądro OpenSolaris
Nexenta OS to pierwsza dystrybucja GNU złożona z oprogramowania GNU, narzędzi do zarządzania pakietami Debiana oraz jądrem OpenSolarisa. System dostępny jest dla architektur IA-32 i x86-64. Projekt ten został rozpoczęty i finansowany jest przez firmę Nexenta Systems.

## Inne jądra
- Syllable